# Revere (motorfiets)
Revere is een historisch merk van motorfietsen.
De bedrijfsnaam was: W.H. Whitehouse & Co. Ltd., Coventry.
Revere was een Engels merk dat eenvoudige motorfietsen met 269cc-Villiers-motor bouwde.
Het bedrijf begon de productie in 1915 met een model met tweeversnellingsbak en "chain-cum-belt" (primaire ketting en secundaire riem) aandrijving, maar door het uitbreken van de Eerste Wereldoorlog moest de productie worden gestaakt. In 1919 kwam het merk terug met een licht gewijzigde machine, nu met een Druid-voorvork, een Albion versnellingsbak en velgremmen. In 1920 kreeg de klant meer keus: er kon een Sparkbrook-versnellingsbak worden ingebouwd, maar het was ook mogelijk een model te kiezen zonder versnellingen, met directe riemaandrijving vanaf de krukas. In 1921 werd een Sturmey-Archer-versnellingsbak ingebouwd, maar in 1922, het laatste jaar van het bestaan van Revere, was weer een Sparkbrook-versnellingsbak gebruikt.